# 白岩玄
白岩 玄（しらいわ げん、1983年 - ）は日本の小説家。京都府京都市生まれ。京都府立朱雀高等学校卒業後に約1年間イギリスに留学。大阪デザイナー専門学校グラフィックデザイン学科卒業。

## 経歴
2004年、「野ブタ。をプロデュース」で第41回文藝賞受賞。同年度の咲くやこの花賞受賞。翌2005年、「野ブタ。をプロデュース」で第132回芥川龍之介賞候補、同作が日本テレビ系でドラマ化。ドラマは大ヒットし、小説もベストセラーになったものの、執筆はスランプに陥り第2作が出るまでに5年かかった。
2009年、糸井重里と文藝で全13回にわたって対談した。2011年より活動の拠点を京都から東京に移している。

## 人物
- 同世代で文藝賞から若くしてデビューしたという共通点のある羽田圭介とは、「キャラクターがかぶっている」ことから公式ライバルとして互いに意識する関係性である[5]。

## 作品リスト
- 『野ブタ。をプロデュース』（2004年、河出書房新社）のち文庫　
  - 「野ブタ。をプロデュース」（『文藝』2004年冬号）
- 『空に唄う』（2009年、河出書房新社）のち文庫　 
  - 「空に唄う」（『文藝』2008年冬号）
- 『愛について』（2012年、河出書房新社）
- 『R30の欲望スイッチ―欲しがらない若者の、本当の欲望』（2014年、宣伝会議）
- 『未婚30』（2014年、幻冬舎）
- 『ヒーロー！』（2016年、河出書房新社）のち文庫
- 『世界のすべてのさよなら』（2017年、幻冬舎）
- 『たてがみを捨てたライオンたち』（2018年、集英社）のち文庫
- 『ミルクとコロナ』（2021年、河出書房新社）山崎ナオコーラとの共著エッセイ
- 『プリテンド・ファーザー』（2022年、集英社）

## WEB連載
- ありのままの20代（朝日新聞デジタル＆M）

　デビュー作「野ブタ。をプロデュース」が70万部超の大ヒットを記録し、華々しいデビューを飾った小説家・白岩玄氏が浮き沈みが激しかった20代を”ありのまま”に振り返る自伝エッセー

- 男らしさの呪縛（朝日新聞デジタル＆M）

「自信」「食事代をおごる／おごらない」「マザコン」ーー“男らしさ”が関わる様々なトピックについて、小説家・白岩玄氏が独自の視点で切り込むエッセー連載

- パパ友がいない（朝日新聞デジタル＆M）

　３歳と０歳の二児を育てながら執筆活動に励む小説家・白岩玄氏。子供と仕事に向き合いながら、この時代に合った父親としての生き方を模索する中で感じたことを思いのままに綴る育児エッセー